# スクールバス白木線
スクールバス白木線（スクールバスしらきせん）は、山口県大島郡周防大島町にて運行している廃止代替バスである。

## 概要
- 周防大島町では、町営バス「ふれあい白木線」を防長交通に委託して運行してきたが、防長交通が、JRバス中国が廃止する安下庄線を引き取り一般路線バスとして運行する際に、「ふれあい白木線」の運行から撤退することになったため、代替となる路線バスを町が直営で運行開始した[1]。
- 「スクールバス」の名が示すように、小中学校通学用のスクールバスに、一般利用客にも有償で混乗してもらうかたちを採っている。道路運送法の規定に基づく自家用自動車（白ナンバー車）による有償運送に当たる。
- スクールバスだが、土曜・日曜・祝日や春夏冬休み期間中も減便して運行される。
- 運賃は、10円刻みの区間制である。

## 沿革
- 2007年10月1日 - 運行開始[1]。

## 路線
以下2路線がある。　※2010年4月1日改正当時、括弧内は不経由便あり。
白木循環線
- 周防下田 - 周防平野 - 森野 - 周防平野 - 片添（遊湯ランド前） - 大積 - 沖家室大橋 - 本浦 - 沖家室大橋 - 伊崎 - 外入 - 周防下田
  - 循環路線で、右回り、左回り双方の便がある（上記は右回りの順路）。途中沖家室島内にも入る。

白木安下庄線
- 周防下田 - 外入 - 立岩 - 安高 - 町立橘病院前

## 車両

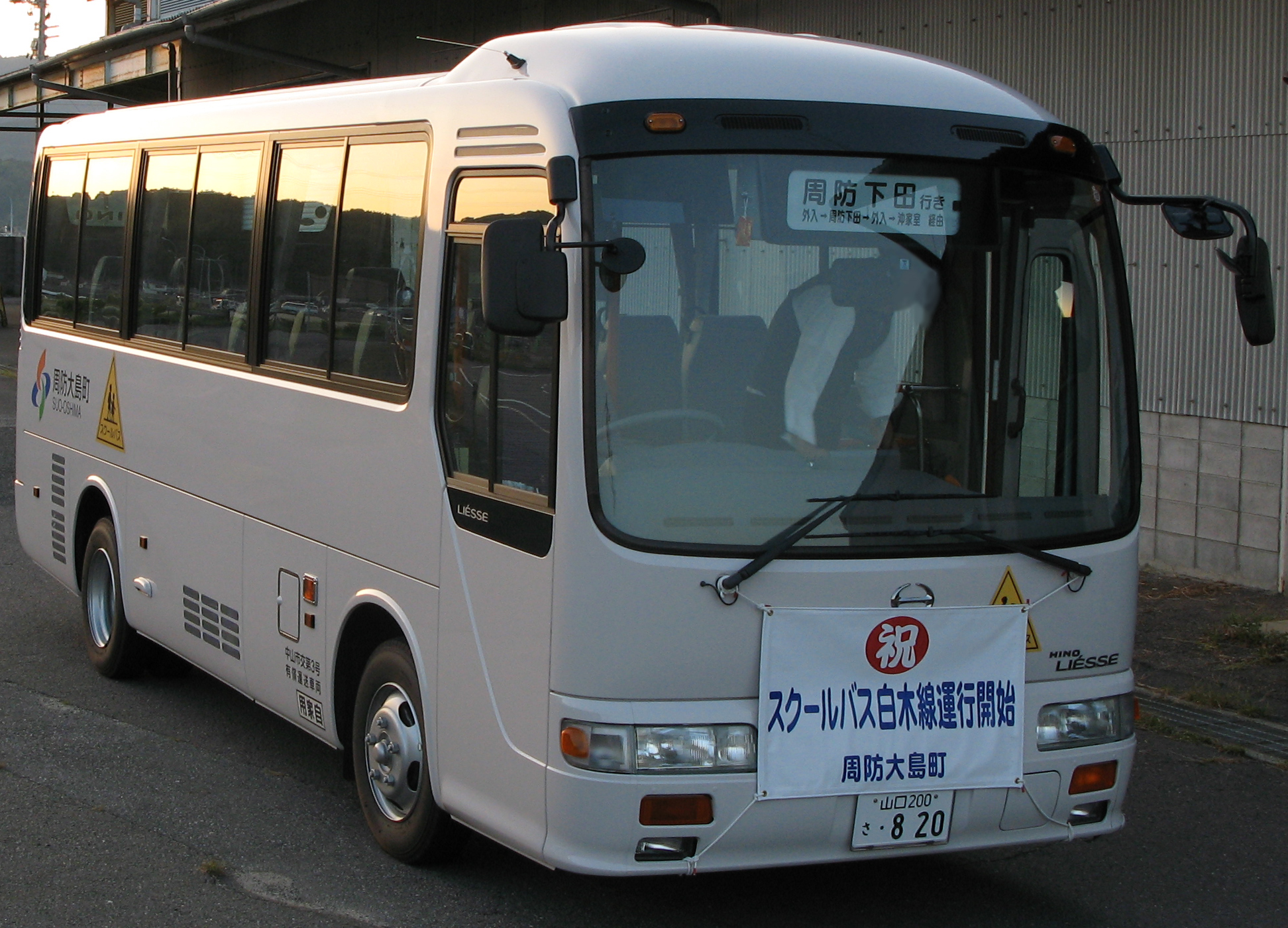
スクールバス白木線の車両

- 日野・リエッセを使用している。